# Анатольская (деревня)
Анатольская (Грань)— деревня в Пригородном районе Свердловской области России. Входит в муниципальный округ Горноуральский, управляется Николо-Павловской территориальной администрацией. Ранее входила в состав Николо-Павловского сельсовета Пригородного района.

## Население
| 2002 | 2010 | 2021 |
| ---- | ---- | ---- |
| 31   | ↗38  | ↗51  |

## География
Деревня Анатольская, или Грань, расположена в 23 километрах на юго-юго-восток от города Нижнего Тагила (по автодороге в 25 километрах), на реке Заводной. Деревня протянулась с северо-северо-запада на юго-юго-восток чуть более чем на один километр. С севера, востока и юга Анатольская окружена лесом, к западу от деревни расположены поля и аэродром Грань.
В полутора километрах к западу от деревни Анатольской проходит Серовский тракт (автодорога Екатеринбург — Нижний Тагил — Серов). В четырёх километрах к юго-западу от деревни находится посёлок Анатольская, где расположен одноимённый обгонный пункт Свердловской железной дороги.

## История
В 1822 году на территории Нижнетагильского горного округа было обустроено 10 золотых и платиновых приисков, в 1824 их было уже 12, ещё через два года — 14.
В 1824 году Николай Никитич Демидов отдал распоряжение построить на границе своей Тагильской вотчины небольшой посёлок, причём обязательно недалеко от дороги.
В начале 1828 года поселение состояло из 10 изб, двух бараков для рабочих, почтовой станции и складских помещений. В поселении проживало более ста человек «разного полу», в основном это были крепостные из Вятской, Тульской и Черниговской губерний. Поселение было названо в честь младшего сына Николая Демидова — Анатолия. Однако пока решался вопрос об официальном наименовании деревни, народ уже дал ей своё название — Грань.
В конце 1826 года разрешение на добычу серебра, золота и платины «на землях, не являющихся частной или арендуемой собственностью» начали получать частные лица. Первыми на Урале такие разрешения получили купцы Рязанцевы, Попов, Баландин и некоторые другие.
После строительства Горнозаводской железной дороги (1874—1878 гг.) объёмы добычи золота увеличились. В деревне Анатольская-Грань и в посёлке при станции Анатольская были построены школы.
Местные крестьяне также занимались добычей хромистого железняка на 1-м и 2-м Анатольских хромитовых рудниках.
В 1920-е годы в окрестностях Анатольской было открыто месторождение никельсодержащих руд, но его разработку начали только в ноябре 1944 года. Работы велись 13 лет, и в 1957 разработку свернули по причине истощения месторождения. Все работы были прекращены, оборудование было передано другим организациям, а карьеры были затоплены. Сейчас они называются Голубыми озёрами. Теперь это популярное место отдыха жителей Уральского региона и не только.

## Транспорт
До деревни можно добраться на проходящем автобусе из Нижнего Тагила, Невьянска и Екатеринбурга.